# Hydrochasma incisum
Hydrochasma incisum är en tvåvingeart som först beskrevs av Daniel William Coquillett 1902.  Hydrochasma incisum ingår i släktet Hydrochasma och familjen vattenflugor.
Artens utbredningsområde är Florida. Inga underarter finns listade i Catalogue of Life.